# Norheimer Dellchen

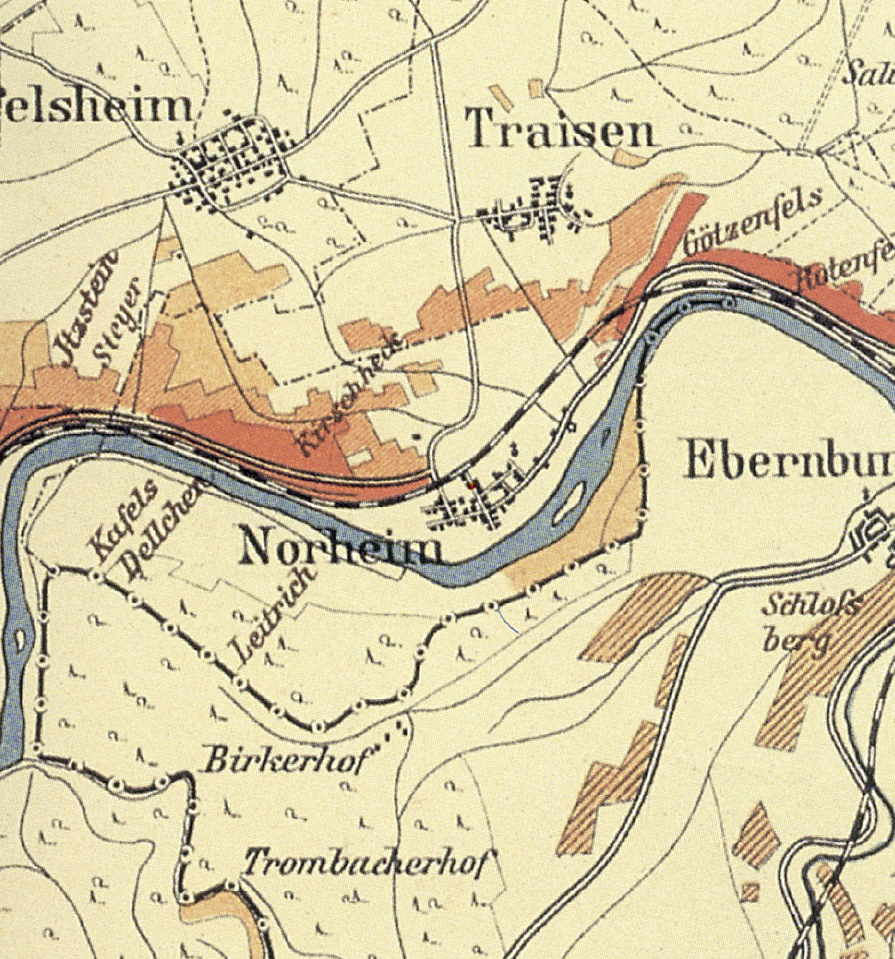
Gemeinde Norheim mit seinen Wein-Lagen. Ausschnitt aus der historischen Nahe-Weinbau-Karte für den Regierungsbezirk Koblenz aus dem Jahre 1901.

Norheimer Dellchen heißt eine rund drei Hektar große Weinlage der Gemeinde Norheim (Rheinland-Pfalz).

## Lage, Klima und Boden
Die Weinlage im Nahetal gehört zur Großlage Burgweg im Bereich des Weinbaugebietes Nahe.
Das Dellchen grenzt unmittelbar östlich an das Norheimer Kirschheck und liegt direkt oberhalb der L235 und der Nahe zwischen Norheim und Niederhausen. Der Felsen bildet hier Mulden, oder „Dellchen“ die der Lage den Namen geben. Die steile Lage besteht aus schiefrigem und vulkanischem Gestein und ist nach Süden ausgerichtet. Es wird Riesling angebaut.

## Klassifikation und Besitzverhältnisse
Das Norheimer Dellchen ist eine Große Lage VDP.
Im Dellchen sind die Weingüter Hermann Dönnhoff, Jakob Schneider und Mathern begütert.